# Susie Simcock
Susan Mary „Susie“ Simcock, ONZM (* 25. November 1938; † 29. Mai 2020 in Auckland) war eine neuseeländische Sportfunktionärin. Sie war unter anderem Präsidentin der World Squash Federation.

## Karriere
Simcock begann mit Squash erst, als sie schon über 20 Jahre alt war. Dennoch gelang es ihr, sich auf nationaler Ebene bis auf Position acht hervorzuarbeiten. Ihre größten Verdienste erreichte sie im Squash dagegen als Funktionärin. In den 1980er-Jahren war sie zunächst Teammanagerin der neuseeländischen Damen-Nationalmannschaft, ehe sie 1987 bei der Weltmeisterschaft der Damen in Auckland als Turnierdirektorin fungierte. Von 1980 bis 1987 hatte sie parallel verschiedene Ämter bei der Women’s International Squash Federation inne, dem Vorläufer der späteren Women’s Squash Association. Ab 1989 war sie zunächst unter Tunku Imran Vizepräsidentin des Weltverbandes, ein Amt, das sie bis 1996 innehatte. 1996 wurde sie schließlich die erste Frau, die den Weltverband als Präsidentin anführte. Eine ihrer größten Herausforderungen war der Versuch, eine Aufnahme des Squashsports zum olympischen Programm zu erreichen, der allerdings erfolglos blieb. Ihre Amtszeit endete 2002, woraufhin sie bis 2008 noch das WSF-Amt des Emeritus President bekleidete. Gleichzeitig hatte Simcock zahlreiche weitere Ämter auf internationaler Ebene inne. Von 2002 bis zu ihrem Tod war sie Direktorin der International Masters Games Association, von 1998 bis 2005 Vizepräsidentin der Association of IOC Recognised International Sports Federations und von 2000 bis 2007 das erste weibliche Ausschussmitglied in der Generalversammlung der Global Association of International Sports Federations. Auch auf nationaler Ebene war Simcock sehr aktiv. Von 1996 bis 2008 war sie Vorstandsmitglied des New Zealand Olympic Committee und war von 2002 bis 2005 zunächst Mitglied im Vorstand von Women’s Golf NZ, ehe sie von 2005 bis 2008 auch Vorstandsmitglied bei New Zealand Golf war.
Simcock war verheiratet und hatte mit ihrem Ehemann drei Kinder, eine Tochter und zwei Söhne. Neben ihren Funktionärstätigkeiten war sie auch als Physiotherapeutin tätig.

## Auszeichnungen
Für ihre Verdienste für den Squashsport wurde Simcock 2004 das Offizierskreuz des New Zealand Order of Merit verliehen. Der nationale Squashverband Squash New Zealand erklärte sie 1996 zum Mitglied auf Lebenszeit. 2010 erfolgte die Aufnahme in die New Zealand Squash Hall of Fame. Ebenfalls 2010 erhielt sie den IOC Women in Sport Award des Internationalen Olympischen Komitees, acht Jahre darauf wurde ihr der Order of Merit award der Commonwealth Games Federation verliehen.